# قوة رفع

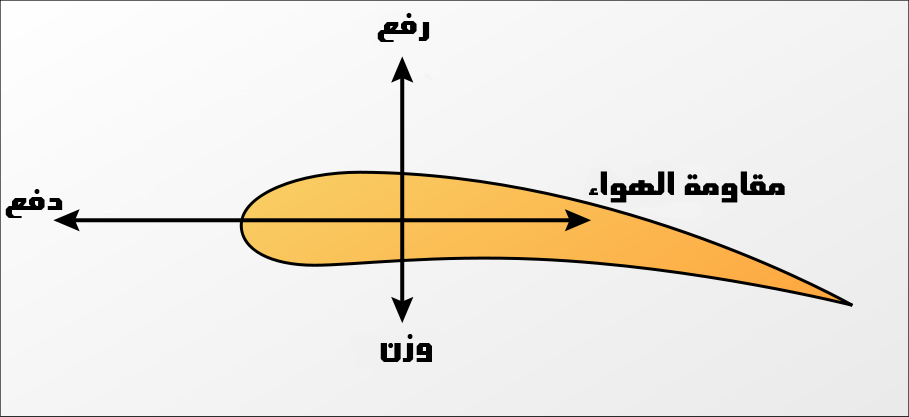
القوى الموجودة على جناح الطائرة

قوة الرفع تؤثر على الجسم المتحرك. مثلا تطير الطائرة بقوة الرفع حيث يتخلخل الهواء فوق الجناح، فيزيد بذلك ضغط الهواء أسفل الجناح ويقل الضغط فوق الجناح. بذلك تنشأ قوة رفع تعمل على رفع الجناحان وبالتالي الطائرة في الجو. ويسمى هذا الرفع: الرفع الحركي.

## قوة الرفع في الطيران

تحت تأثير الحركة يرتفع ضغط الهواء تحت الجناح وينخفض الضغط فوقه، فتنشأ قوة رفع على الجناح إلى أعلى.

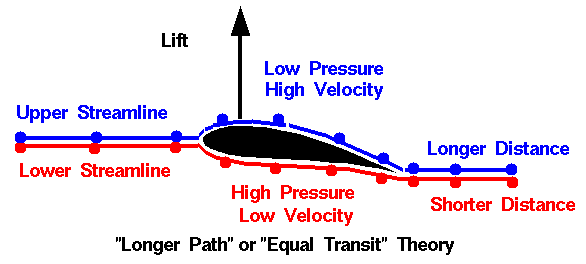
مسار الهواء أعلى وأسفل الجناح.

يبلغ وزن الطائرة أيرباص 380 المأهولة بالمسافرين نحو 560 طن وهي تحلق بسهولة في الهواء. ويرجع ذلك إلى الرفع الحركي للهواء. ويحتاج الرفع جناحا حاملا وتيار هواء. وهو في ذلك سيان، سواء كان الجناح ثابتا وموجودا في تيار هواء مثلما يكون في قناة الريح أو يتحرك الجناح في هواء ثابت كما هو حال الطائرة في الجو. ولكي ترتفع الطائرة في الجو لا بد من أن يكون السطح العلوي للجناح مقوسا وأن يميل الجناح إلى أعلى في مواجهة الهواء. بذلك يطول مسار الهواء فوق الجناح عن مساره أسفله، وتزيد سرعة الهواء أعلى الجناح عن سرعته أسفله ويتخلخل الضغط فوق الجناح مما يعمل على توليد قوة دافعة على الجناح إلى أعلى، فترتفع الطائرة في الهواء. وقد استعمل الأخوان رايت لطائرتهم الرائدة جناحا قليل الانحناء وكان بعيدا عن الانحناء المثالي، إلا أنهما نجحا بالطيران بطائرتهما مسافة قصيرة وعلى علو منخفض، وكان ذلك افتتاحاً لعصر الطيران بالنسبة للإنسان.
وكلما زادت سرعة الطائرة كلما زادت قوة الرفع على الجناح، ولذلك لا ترتفع الطائرة في الجو في السرعات البطيئة. ولا بد أن يكون ممر الإقلاع بالطول المناسب حتى تكتسب الطائرة السرعة الكافية لتوليد قوة رفع مناسبة لرفع الطائرة عن الأرض والطيران .

## وصلات خارجية
- الطيران من الموسوعة العربية العالمية